# Embolics i més embolics
Embolics i més embolics (títol original: Nothing but Trouble) és una pel·lícula estatunidenca dirigida per Dan Aykroyd, estrenada l'any 1991. Ha estat doblada al català.

## Argument
Després de prendre una sortida equivocada en l'autopista de Nova Jersey, Chase, un prodigi de la Borsa, i Moore, advocada d'inversions, acaben en aquest lloc. Una infracció menor de conducció i són portats pel més selecte de Valkenvania (Candy) a la mansió meitat jutjat meitat casa de bojos de l'ancià jutge de pau Alvin Valkenheiser (Aykroyd), de 106 anys. Els desgraciats descobreixen amb horror un poble habitat per tarats congènits, una mena de parc d'atraccions desmanegat on s'amunteguen els ossos dels precedents infractors. La idea d'acabar les seves vides com atracció per retardats no els agrada gaire als nostres herois.

## Repartiment
- Chevy Chase: Chris Torne
- Demi Moore: Diane Lightson
- John Candy: Dennis / Eldona
- Dan Aykroyd: El jutge Alvin 'J.P' Valkenheiser / Bobo
- Taylor Negron: Fausto Squiriniszu
- Bertila Damas: Renalda Squiriniszu
- Valri Bromfield: Miss Purdah
- Raymond J. Barry: Mark
- Brian Doyle-Murray: Brian
- Daniel Baldwin: El traficant n°1
- James Staszkiel: El traficant n°2

## Premis
- 1991: Premis Razzie: Pitjor actor secundari (Aykroyd). 7 nominacions, inclosa pitjor pel·lícula